# Toronto National Sea Fleas
Toronto National Sea Fleas byl amatérský kanadský klub ledního hokeje, který sídlil ve Torontu v provincii Ontario. Na mistrovství světa v ledním hokeji v roce 1933 v Československu reprezentoval kanadský výběr. Na tomto turnaji skončil kanadský tým na druhém místě, což znamenalo že poprvé v historii nezískal zlaté medaile.

## Úspěchy
- Allanův pohár ( 1× )
  - 1932

## Soupiska medailistů z MS 1933
Brankář: Ron Geddes, Norbert Mueller.

Obránci: Jack Hearn, Clark McIntyre.

Útočníci: Kenny Kane, Cliff Chisholm, Scotty McAlpine, Frank Collins, Lloyd Huggins, Gordon Kerr, Marty Nugent.

Trenér: Harold Ballard.